# كلاوديو يونسكو
كلاوديو يونسكو (بالرومانية: Claudiu Ionescu)‏ هو لاعب كرة قدم روماني في مركز الهجوم، ولد في 18 أغسطس 1984 في بيتيشت في رومانيا. لعب مع نادي بوليتكنيكا ياش.